# Ensomme Egne
Ensomme Egne er en dansk dokumentarisk stumfilm fra 1913 med ukendt instruktør.

## Handling
Denne artikel mangler et handlingsreferat. Hjælp os med at skrive det.